# Чайковское городское поселение
Чайковское городско́е поселе́ние — бывшее муниципальное образование в Чайковском муниципальном районе Пермского края Российской Федерации.
Административный центр — город Чайковский.

## История
Статус и границы городского поселения установлены Законом Пермской области от 9 декабря 2004 года № 1890-413 «Об утверждении границ и о наделении статусом муниципальных образований административной территории города Чайковского Пермского края»
Упразднено в 2018 году вместе с другими поселениями муниципального района путём их объединения в Чайковский городской округ.

## Население
| 2010    | 2012    | 2013    | 2014    | 2015    | 2016    | 2017    |
| ------- | ------- | ------- | ------- | ------- | ------- | ------- |
| 82 895  | ↘82 866 | ↗82 900 | ↗82 930 | ↗83 202 | ↘83 056 | ↗83 486 |
| 2018    |         |         |         |         |         |         |
| ↘83 077 |         |         |         |         |         |         |

## Состав городского поселения
| № | Населённый пункт | Тип населённого пункта        | Население |
| - | ---------------- | ----------------------------- | --------- |
| 1 | Чайковский       | город, административный центр | ↘74 913   |